# Афинская чума

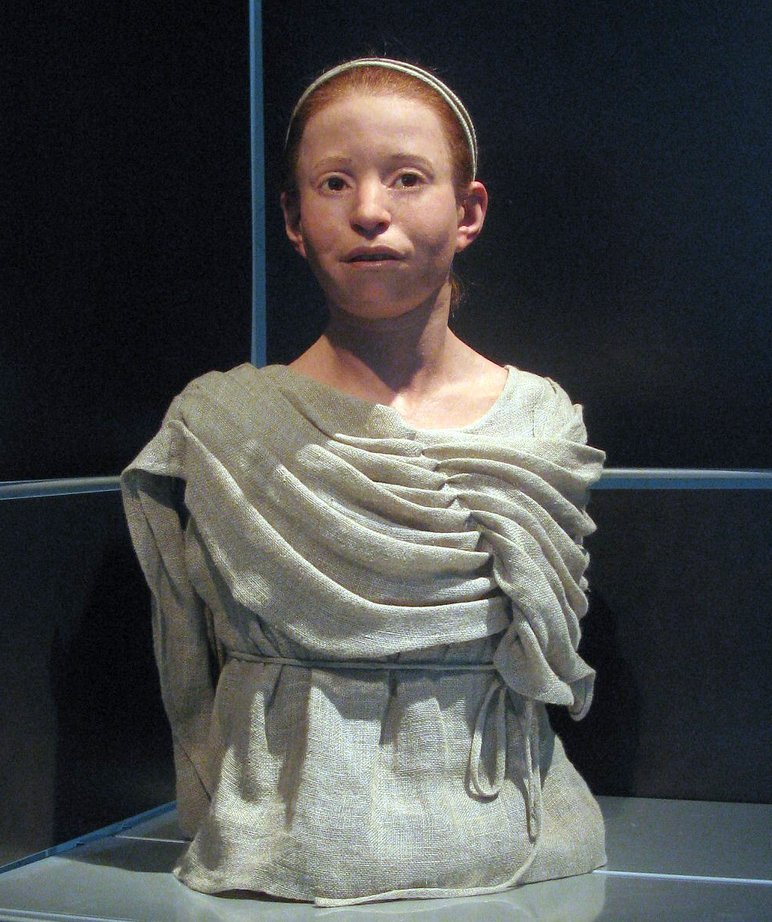
Антропологическая реконструкция облика афинской девочки, погибшей от чумы и захороненной в общей могиле

Афинская чума — эпидемия (исторически считалась чумной), обрушившаяся на Древние Афины на втором году Пелопоннесской войны (430 г. до н. э.). Болезнь появилась, скорее всего, через Пирей, городской порт. Вспышки заболеваемости происходили и в 429 году до н. э., и зимой 427/426 г. до н. э.

## Эпидемиологическая ситуация, вызванная войной
Война началась с нападения союзников Спарты — фиванцев — на небольшой городок Платеи, хотя и находившийся в Беотии, однако входивший в состав Афинской державы. Платейцы получили от афинян помощь, и фиванцы не смогли взять город сразу, в результате чего были вынуждены перейти к осаде.
В мае 431 года до н. э. шестидесятитысячное войско пелопоннесцев вторглось в Аттику, разоряя округу Афин. Вплоть до 427 года до н. э. подобные вторжения происходили ежегодно (кроме 429 г. до н. э.), однако длились они каждый раз около трёх недель; самое длительное вторжение (430 г. до н. э.) продолжалось лишь сорок дней. Причиной этого было то, что войско пелопоннесцев являлось фактически гражданским ополчением, и, соответственно, воины должны были успеть домой, чтобы принять участие в сборе урожая. Кроме того, спартанские илоты нуждались в постоянном контроле, и долгое отсутствие основных сил Спарты могло привести к их восстанию.
Вторжение спартанцев заставило афинян, в соответствии с первоначальным планом, эвакуировать всё население Аттики за стены города. Наплыв беженцев привёл к тесноте в городе и большой скученности населения; источники свидетельствуют об отсутствии у многих элементарной крыши над головой. Вместе с тем, афинский флот доказал своё превосходство над пелопоннесским, победив в двух сражениях — у мыса Рион и при Навпакте (429 год до н. э.) и начав опустошать побережье Пелопоннеса.

## Эпидемия

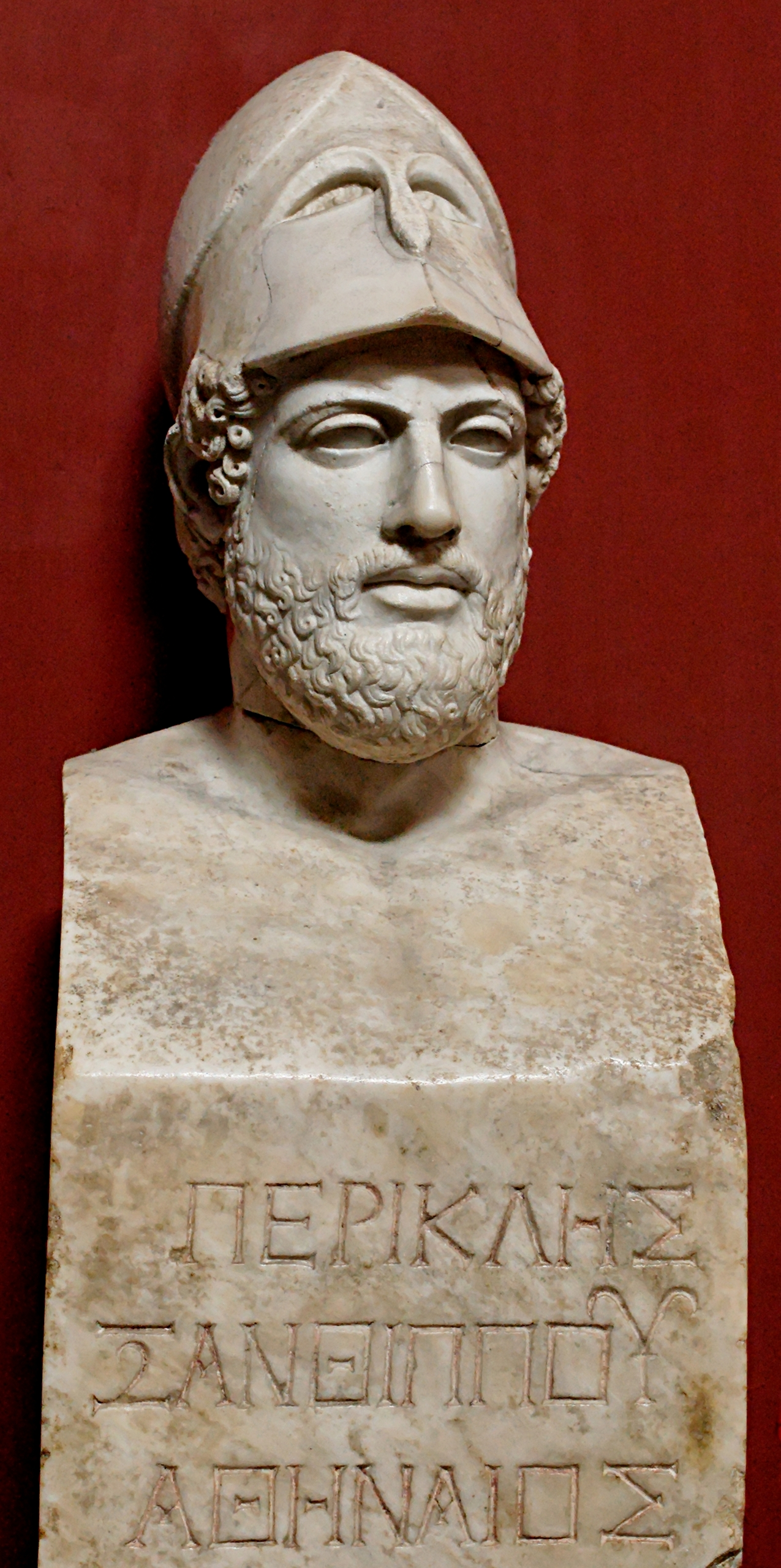
Перикл — самая известная жертва эпидемии

В 430 году до н. э. в переполненных беженцами Афинах вспыхнула эпидемия, которая за период до 426 года до н. э. (с небольшими перерывами) унесла около четверти населения города (примерно 30 тысяч человек). Влиятельнейший афинский политик Перикл потерял двух сыновей, сестру, большую часть свойственников и друзей. Болезнь свирепствовала не только в самих Афинах, но и в их войске. Страх перед заболеванием был столь велик, что даже спартанцы отменили вторжение в Аттику.
Начавшаяся эпидемия спутала все планы Перикла. В религиозных представлениях афинян чума была расценена как очередная кара богов за родовое проклятие Алкмеонидов. Перикл, по женской линии потомок Алкмеонидов, был досрочно отстранён от должности стратега, обвинён в финансовых злоупотреблениях и приговорён к уплате крупного денежного штрафа. В 429 г. до н. э. Перикл вновь был избран стратегом, но в том же году умер после затяжной болезни. Плутарх сообщает, что это была, «кажется», всё та же «афинская чума», однако болезнь Перикла «носила не острый характер, как у других, не сопровождалась сильными приступами, а была тихая, затяжная, с различными колебаниями, медленно изнурявшая тело и постепенно подтачивавшая душевные силы». Возможно, речь идёт не о заразной болезни, а о тихом угасании старого человека, перенёсшего ряд тяжёлых ударов судьбы.
Историк Фукидид предположил, что чума началась в Египте, а в Афины её занесли моряки-торговцы через порт Пирей. Однако значительное перенаселение, скученность и, следственно, антисанитарные условия способствуют возникновению эпидемии. Среди современных учёных нет единого мнения о характере этой болезни. У Фукидида, который сам перенёс заболевание, однако выжил, имеется описание симптомов (см. 2—8).

## Идентификация возбудителя по ДНК
В 2006 г. для идентификации возбудителя «афинской чумы» впервые были использованы молекулярно-генетические методы. Проведя анализ пульпы зубов из захоронений жертв эпидемии, греческие ученые получили отрицательный результат на наличие ДНК возбудителя чумы (Yersinia pestis) и сыпного тифа (Rickettsia prowazekii), но положительный результат на наличие ДНК возбудителя брюшного тифа (Salmonella enterica serovar Typhi).

### Исследования
- Суриков И. Е. Перикл: человек, давший имя эпохе // Античная Греция : политики в контексте эпохи: время расцвета демократии. — М.:: Наука, 2008. — 383 с. — ISBN 978-5-02-036984-9.
- Гипотеза о возбудителе Афинской чумы как вируса Эболы // «lenta.ru», 18.06.2015